# 孫少文
孫少文，BBS，JP（1957年10月—），男，廣東東莞人，中華人民共和國政治人物、香港企業家，SML集團創辦人 。2012年獲香港浸會大學頒發榮譽社會科學博士，同年獲香港大學頒發名譽大學院士，並委任為非官守太平紳士 。2013 獲頒「安永企業家獎2013中國」。2016獲頒銅紫荊星章。
他是第十二、十三、十四届全國政協香港委員，亦是香港賽馬會資深馬主，現任香港賽馬會遴選會員。 
孫少文熱心公益, 特別關注文化藝術發展。2004年，他聯同陳偉南 （页面存档备份，存于）、李焯芬及其他社會賢達，成立饒宗頤學術館之友以配合及支持學術館之工作，孫少文為創會會長之一。孫少文於2011年捐款三千萬港元成立香港浸會大學孫少文伉儷人文中國研究所 2021年再捐款三千萬港元支持香港浸會大學人工智能與中醫藥臨床研究及饒宗頤國學院的發展。同年捐款一千萬支持饒宗頤文化館以支持其藝術館的營運及設施優化，並借出所藏饒宗頤與嶺南四君子合繪的作品，供藝術館長期展出。2022年捐資設立北京大學孫少文國學與美學發展基金。 
中華書局於2021年出版的企業人物傳記 ⟪小標籤大世界的科技傳奇⟫ 記錄了孫少文白手興家的故事。 

## 家庭成員
孫少文已婚，太太是孫蔡吐媚，有四名子女：孫燕華、孫燕羚、孫苑琳、孫明豐。

## 馬主生涯
孫少文、孫蔡吐媚伉儷自2000年代中期開始成為馬主，其後孫苑琳、孫明豐、孫燕華亦跟隨父母步伐成為馬主，名下賽駒被稱為「威武」系、「數碼」系，當中包括寶威武、威武雄獅、吉祥駿駒、揚帆順風、威武勇駒、威武覺醒、威武寶寶、威武良駒、威武威威、威武年代、數碼世界、數碼先鋒等等。